# Per Gynt

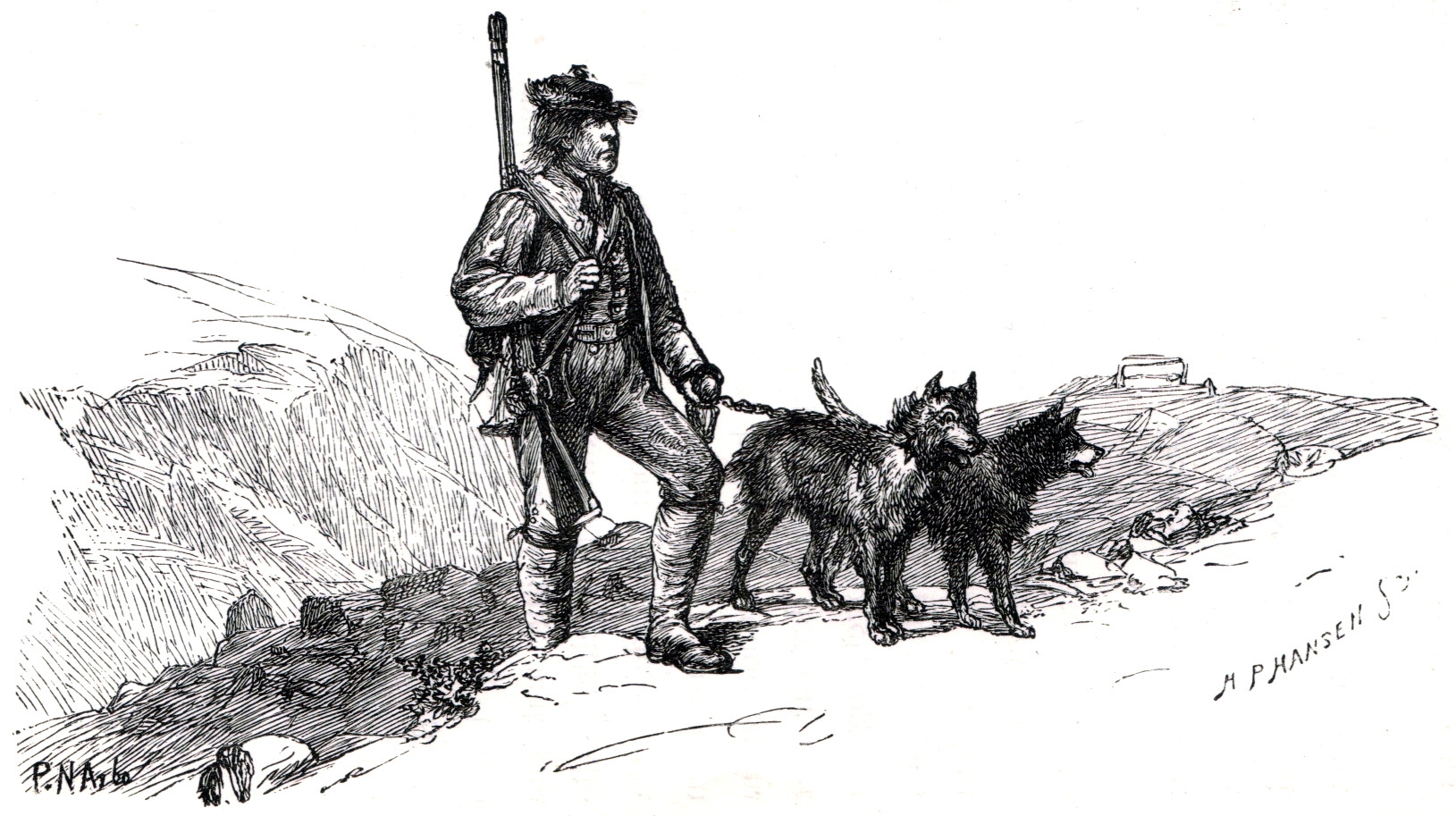
Per Gynt illustrerad av Peter Nicolai Arbo i andra upplagan av Norske Folke og Huldre-Eventyr av P. Chr. Asbjørnsen.

Per Gynt eller Peer Gynt (uttal: jynt, av norskans gynt, 'egendomlig kurre') är en sagofigur från Gudbrandsdalen i Norge, jägare och historieberättare. Sagorna om Per Gynt upptecknades först av Peter Christen Asbjørnsen 1842 efter Engebret Hougen, känd diktare och skolman. De publicerades i Norske Huldre-Eventyr og Folkesagn (två band, 1845–1848). 
Henrik Ibsen, som kände till Gynt från Asbjørnsens bok, gjorde honom till huvudperson i sitt berömda verk Peer Gynt, med musik av Edvard Grieg. Senare har Per Aasmundstad givit ut flera andra sagor om honom (i Syn og Segn 1903). De flesta av sagorna handlar om övernaturliga ting såsom möten med troll, huldrefolk och liknande, men några av dem tycks ha historisk grund, och kanske var Gynt en historisk person. I Sverige fanns det en Per Gynt omkring 1500, men det tycks inte finnas något samband mellan den norske och den svenske.